# Herman Hollerith
Herman Hollerith, ameriški statistik in poslovnež nemškega rodu, * 29. februar 1860, Buffalo, New York, † 17. november 1929, Washington, ZDA.
Hollerith je leta 1889 razvil in patentiral elektromehansko napravo (tabulator), ki je uporabljala luknjane kartice, ter z njo pospešil statistično obdelavo podatkov; popis prebivalstva 1890 je bil tako opravljen v dveh letih in pol, prejšnjega (1880) pa so obdelovali 7 let.
Leta 1896 je ustanovil podjetje Tabulating Machine Company. To se je leta 1911 združilo z dvema drugima podjetjema v Computing Tabulating Recording Corporation (CTR), ki se je kasneje (1924) preimenovalo v IBM.